# Basilique Saint-Fris de Bassoues
La basilique Saint-Fris de Bassoues est une basilique catholique située à Bassoues, dans le département français du Gers en France.

## Présentation
La basilique date du XIe siècle. Simple église à l'origine, elle fut embellie et agrandie par l'archevêque d'Auch en 1520, qui la dota, entre autres, de ses portes Renaissance.
La basilique possède un curieux plan : au bout de la nef centrale, un escalier mène à une crypte où se trouve le sarcophage de saint Fris. À l'extrémité de chaque collatérale, un escalier double monte vers une chapelle supérieure.
L'édifice est inscrit à l'inventaire des monuments historiques depuis 2016.

## Description

### Intérieur

#### Chapelle supérieure
L'autel et le tabernacle sont en marbre blanc.

## Galerie

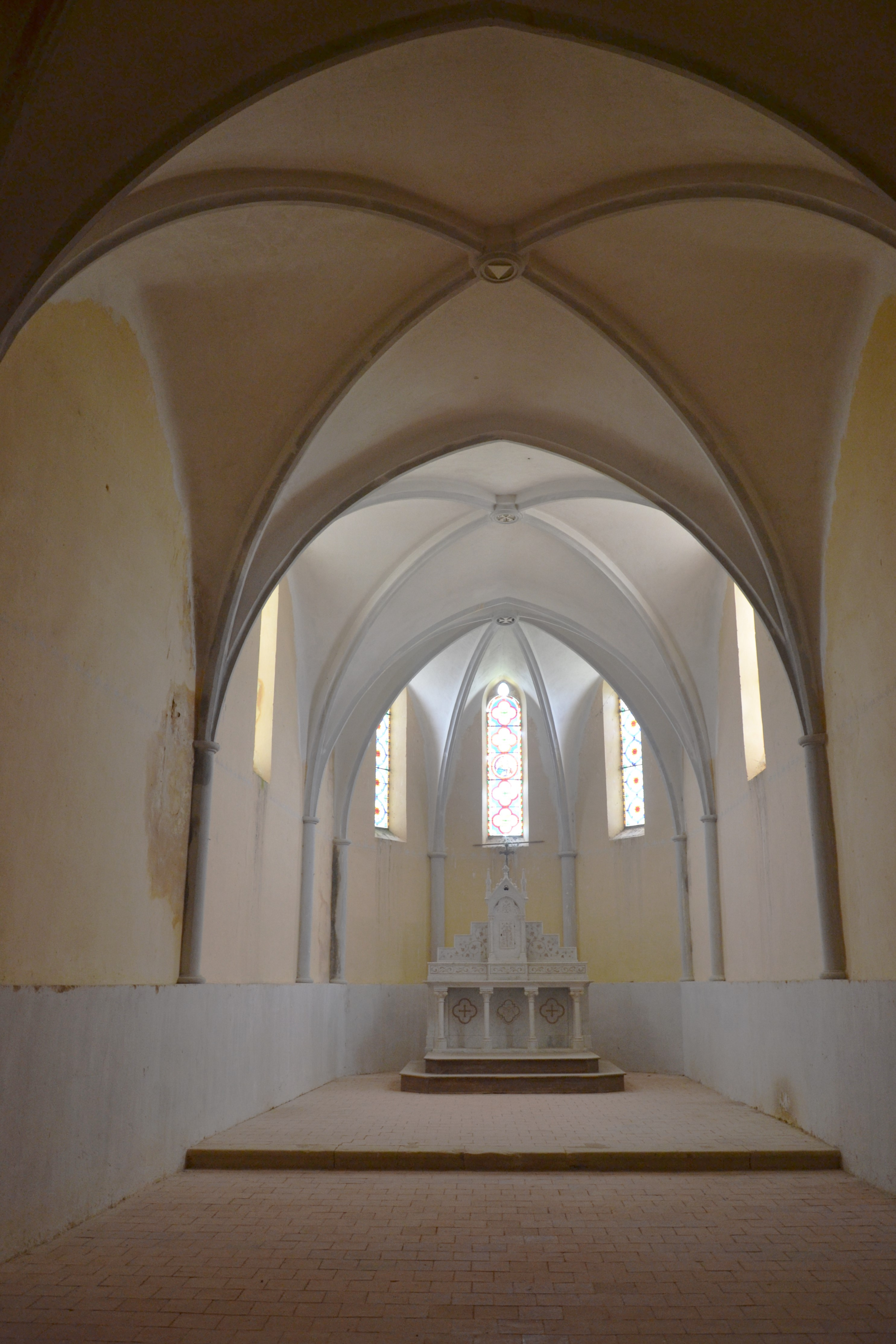
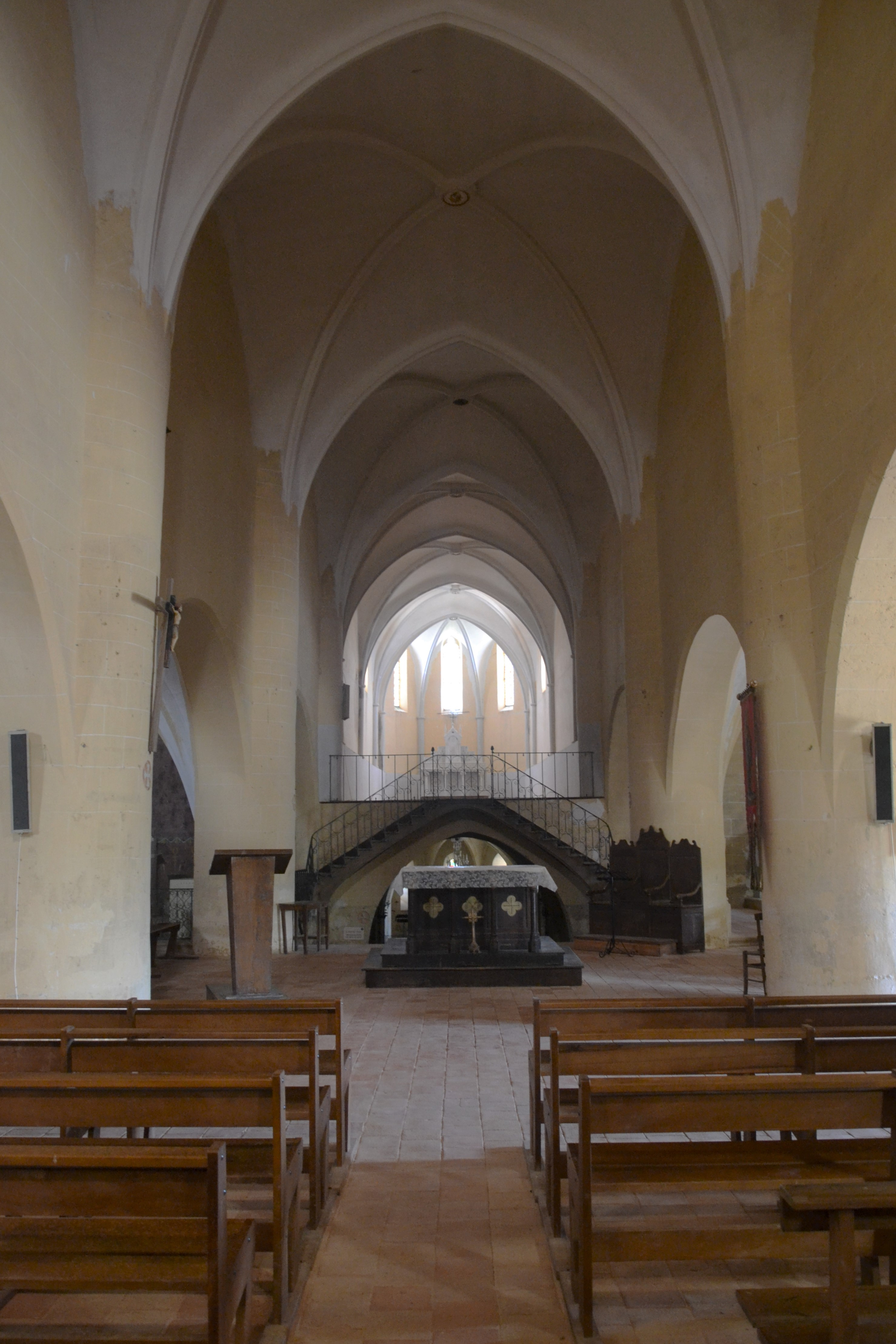
Partie avant de la nef.
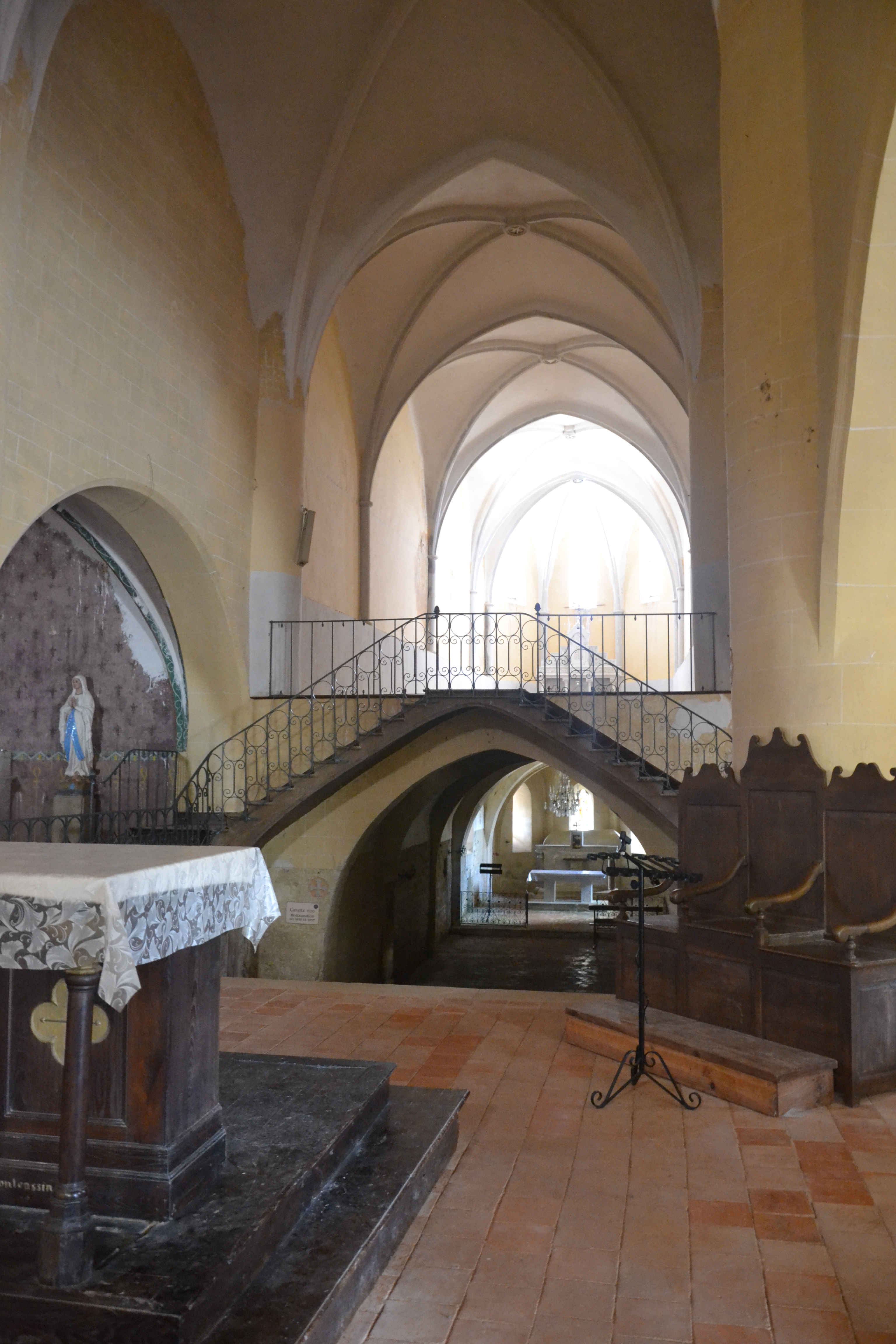
Accès à la crypte.
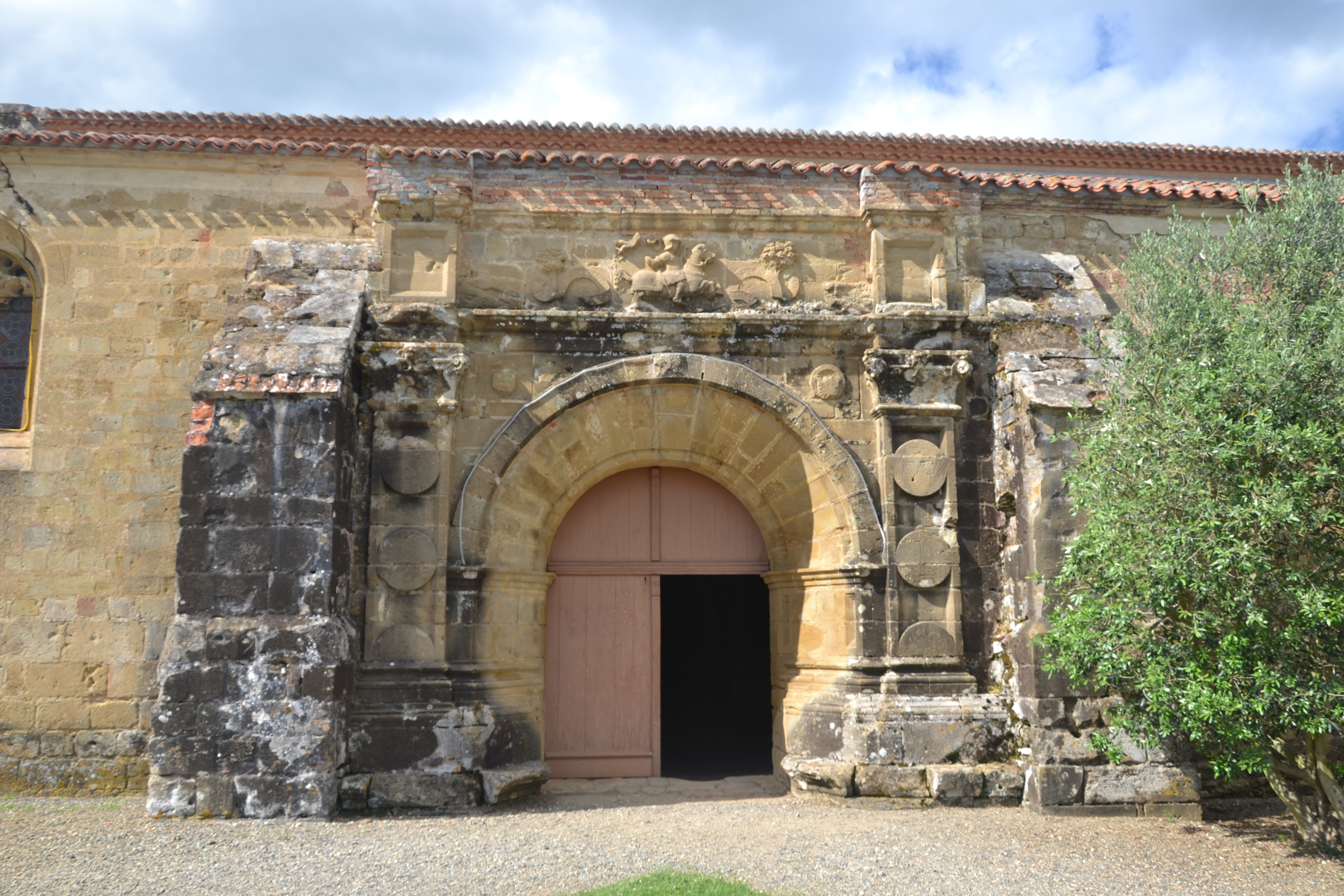
Portail datant du XVIe siècle.
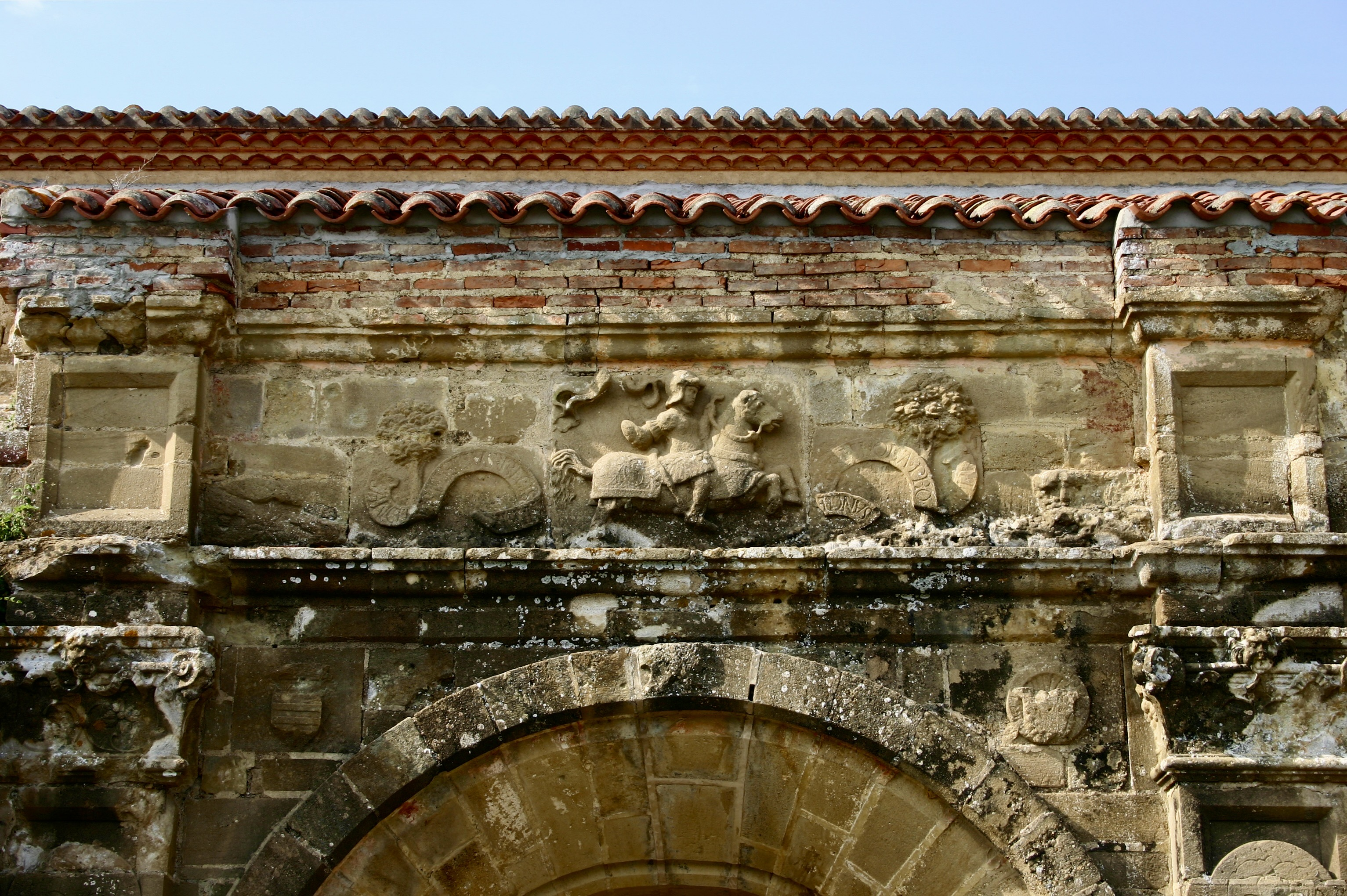